# 湯姆·班克斯
托马斯·汤姆·班克斯 (英語：Thomas Tom Banks，1949年4月19日— )，是罗格斯大学與加州大學聖塔克魯茲分校的理论物理学家和教授，以矩陣理論的奠基者聞名。

## 工作
湯姆·班克斯的研究領域為弦理论及其应用的高能物理学和宇宙學。 他于1973年从麻省理工學院取得了他的博士学位。並多次勝任在 普林斯頓高等研究院的访问学者。
他與威利·費希勒, 斯蒂芬·申克和 李奧納特·蘇士侃是矩陣理論創始者，试图以非微擾的方式公理化M理論。 此外，班克斯提出的一个猜想稱之为渐近黑暗，认为普朗克尺度上的物理主要是由黑洞所主宰。其目前的研究重心為量子重力、全像原理、以及部分凝態物理領域。

## 引註
1. ↑  The Institute for Advanced Study. Annual Report 1983/84 （页面存档备份，存于）, p. 55.
2. ↑  American Men and Women of Science, 21st ed., 2009, p. 318.
3. ↑  . Institute for Advanced Study.   [2018-12-25]. （原始内容存档于2019-05-29） （英语）.